# Dragan Sudžum
Dragan Sudžum (serbisch-kyrillisch Драган Суџум; * 28. April 1978 in Novi Sad oder Bačka Palanka, SFR Jugoslawien) ist ein serbischer Handballtrainer. Als Handballspieler war seine Position Linksaußen.

## Spielerlaufbahn

### Verein
Der 1,82 m große Außenspieler spielte in seiner Heimat für den RK Sintelon, mit dem er am Euro-City-Cup 1999/2000, am Europapokal der Pokalsieger 2000/01, am EHF-Pokal 2001/02 und am EHF-Pokal 2002/03 teilnahm. Mit dem RK Partizan Belgrad trat er in der EHF Champions League 2003/04, im Europapokal der Pokalsieger 2003/04 und im Europapokal der Pokalsieger 2004/05 an. Von 2005 bis 2007 stand er beim deutschen Bundesligisten TuS N-Lübbecke unter Vertrag. Anschließend kehrte er nach Belgrad zurück, wo er 2008 den serbischen Pokal gewann. Daraufhin wechselte Sudžum nach Spanien zu Pilotes Posada. Nach einer Saison kehrte er nach Serbien zum RK Vojvodina zurück. Mit dem Team aus Novi Sad gewann er 2011 den serbischen Pokal. Nach einem Jahr beim RK Jugović beendete er seine Spielerlaufbahn beim RK Lavovi Bačka Palanka.

### Nationalmannschaft
Dragan Sudžum belegte mit der Nationalmannschaft der Bundesrepublik Jugoslawien den fünften Platz bei der Europameisterschaft 1998, wo er fünf Tore in fünf Einsätzen erzielte. Im selben Jahr gewann er mit der Studentenauswahl die Goldmedaille bei der Handball-Studentenweltmeisterschaft in Novi Sad.
Mit der serbisch-montenegrinischen Nationalmannschaft erreichte er den achten Platz bei der Weltmeisterschaft 2003, den fünften Platz bei der Weltmeisterschaft 2005 und den neunten Platz bei der  Europameisterschaft 2006.
Im Januar 2007 lief er für die serbische Nationalmannschaft auf.

## Trainerlaufbahn
Sudžum war ab 2016 als Trainer beim RK Lavovi Bačka Palanka und beim RK Hercegovac Gajdobra aktiv.